# جون جيمس إنغلز
جون جيمس إنغلز هو محامي وسياسي أمريكي، ولد في 29 ديسمبر 1833 في ميدلتون في الولايات المتحدة، وتوفي في 16 أغسطس 1900 في لاس فيغاس في الولايات المتحدة. نشط حزبياً في الحزب الجمهوري.

## مناصب
- انتخب عضو مجلس الشيوخ الأمريكي [الإنجليزية]‏ عن دائرة مقعد كانساس من الدرجة الثالثة في مجلس الشيوخ الأمريكي ‏ وقد انضم خلال فترته النيابية [الإنجليزية]‏ (4 مارس 1889 – 4 مارس 1891) للكتلة البرلمانية الحزب الجمهوري.
- انتخب عضو مجلس الشيوخ الأمريكي [الإنجليزية]‏ عن دائرة مقعد كانساس من الدرجة الثالثة في مجلس الشيوخ الأمريكي ‏ وقد انضم خلال فترته النيابية [الإنجليزية]‏ (4 مارس 1887 – 4 مارس 1889) للكتلة البرلمانية الحزب الجمهوري.
- انتخب عضو مجلس الشيوخ الأمريكي [الإنجليزية]‏ عن دائرة مقعد كانساس من الدرجة الثالثة في مجلس الشيوخ الأمريكي ‏ وقد انضم خلال فترته النيابية [الإنجليزية]‏ (4 مارس 1885 – 4 مارس 1887) للكتلة البرلمانية الحزب الجمهوري.
- انتخب عضو مجلس الشيوخ الأمريكي [الإنجليزية]‏ عن دائرة مقعد كانساس من الدرجة الثالثة في مجلس الشيوخ الأمريكي ‏ وقد انضم خلال فترته النيابية [الإنجليزية]‏ (4 مارس 1883 – 4 مارس 1885) للكتلة البرلمانية الحزب الجمهوري.
- انتخب عضو مجلس الشيوخ الأمريكي [الإنجليزية]‏ عن دائرة مقعد كانساس من الدرجة الثالثة في مجلس الشيوخ الأمريكي ‏ وقد انضم خلال فترته النيابية [الإنجليزية]‏ (4 مارس 1881 – 4 مارس 1883) للكتلة البرلمانية الحزب الجمهوري.
- انتخب عضو مجلس الشيوخ الأمريكي [الإنجليزية]‏ عن دائرة مقعد كانساس من الدرجة الثالثة في مجلس الشيوخ الأمريكي ‏ وقد انضم خلال فترته النيابية [الإنجليزية]‏ (4 مارس 1879 – 4 مارس 1881) للكتلة البرلمانية الحزب الجمهوري.
- انتخب عضو مجلس الشيوخ الأمريكي [الإنجليزية]‏ عن دائرة مقعد كانساس من الدرجة الثالثة في مجلس الشيوخ الأمريكي ‏ وقد انضم خلال فترته النيابية [الإنجليزية]‏ (4 مارس 1877 – 4 مارس 1879) للكتلة البرلمانية الحزب الجمهوري.
- انتخب عضو مجلس الشيوخ الأمريكي [الإنجليزية]‏ عن دائرة مقعد كانساس من الدرجة الثالثة في مجلس الشيوخ الأمريكي ‏ وقد انضم خلال فترته النيابية [الإنجليزية]‏ (4 مارس 1875 – 4 مارس 1877) للكتلة البرلمانية الحزب الجمهوري.
- انتخب عضو مجلس الشيوخ الأمريكي [الإنجليزية]‏ عن دائرة مقعد كانساس من الدرجة الثالثة في مجلس الشيوخ الأمريكي ‏ وقد انضم خلال فترته النيابية [الإنجليزية]‏ (4 مارس 1873 – 4 مارس 1875) للكتلة البرلمانية الحزب الجمهوري.
- انتخب عضو مجلس ولاية كانساس ‏.